# Slania
Slania è il secondo album del gruppo musicale folk metal svizzero Eluveitie, pubblicato nel 2008 dalla Nuclear Blast.

## Tracce
1. Samon – 1:48
2. Primordial Breath – 4:19
3. Inis Mona – 4:09
4. Gray Sublime Archon – 4:21
5. Anagantios – 3:21
6. Bloodstained Ground – 3:25
7. The Somber Lay – 4:00
8. Slania's Song – 5:41
9. Giamonios – 1:22
10. Tarvos – 4:40
11. Calling the Rain – 5:06
12. Elembivos – 6:29
13. Samon (Versione acustica, bonus track dell'edizione limitata con DVD) – 1:27

## Formazione[3]
- Sevan Kirder - flauto, gaita
- Merlin Sutter - batteria
- Siméon Koch - chitarra elettrica
- Chrigel Glanzmann - voce, mandolino, fischio, cornamusa, gaita, chitarra acustica, bodhrán
- Meri Tadic - violino, voce
- Rafi Kirder - basso
- Ivo Henzi - chitarra elettrica
- Anna Murphy - ghironda, voce